# 紀必登
紀 必登（き の ひと）は、奈良時代の貴族。官位は従五位下・伊予介。勲等は勲十二等。

## 経歴
聖武朝の天平8年（736年）外従五位下に叙せられ、同年伊予介として正税帳使を務める。天平12年（740年）に3月に遣新羅大使に任命され、同年10月に日本に帰還。天平18年（746年）に内位の従五位下に叙せられている。

## 官歴
『続日本紀』による。
- 時期不詳：正六位上。伊予介[1]
- 天平8年（736年） 正月21日：外従五位下
- 天平12年（740年） 3月15日：遣新羅大使
- 天平18年（746年） 4月22日：従五位下（内位）